# Morten Ramsbøl
 Der er for få eller ingen kildehenvisninger i denne artikel, hvilket er et problem. Du kan hjælpe ved at angive troværdige kilder til de påstande, som fremføres i artiklen.

Morten Ramsbøl (født 1970 i Aarhus) er en dansk bassist og komponist.
Han er Professor Of Jazz Double Bass v. University Of Music And Performing Arts i Graz i Østrig (Kunst Uni Graz). Ramsbøl er uddannet ved Det Jyske Musikkonservatoriums Rytmiske Musiklærer-uddannelse i 1998. Han har en diplomuddannelse (HI-PÆD) fra 2000. Desuden har han studeret privat ved bl.a. Niels-Henning Ørsted Pedersen, Christian McBride, Jens Jefsen, Peter Vuust og Jesper Lundgaard. Han har modtaget legater og rejsestipendiater fra bl.a. DJFBFA, DMF og div. fonde.
Morten Ramsbøl spiller med en række inden- og udenlandske jazz-, world- og popartister, eriblandt: Niels Lan Doky, Sinne Eeg, Kurt Elling, Jim Rotondi, Olaf Polziehn, Antonio Sanchez, Cæcilie Norby, Klüvers Big Band, Karen Busck, Erann DD, Eric Alexander, Scott Hamilton, Kurt Elling, Jeff "Tain" Watts, Didier Lockwood, Morten Lund, Kristian Leth, Jeff Ballard, Jacob Karlzon, Lars Jansson o.m.a. Han er ligeledes en efterspurgt studie-og orkestermusiker.